# (29077) 1975 SR
(29077) 1975 SR es un asteroide perteneciente al cinturón de asteroides, descubierto el 30 de septiembre de 1975 por Schelte John Bus desde el Observatorio del Monte Palomar, Estados Unidos.

## Designación y nombre
Designado provisionalmente como 1975 SR.

## Características orbitales
1975 SR está situado a una distancia media del Sol de 2,393 ua, pudiendo alejarse hasta 2,994 ua y acercarse hasta 1,791 ua. Su excentricidad es 0,251 y la inclinación orbital 2,418 grados. Emplea 1352,25 días en completar una órbita alrededor del Sol.

## Características físicas
La magnitud absoluta de 1975 SR es 15,1. Está asignado al tipo espectral.